# Igreja Matriz de São Vicente de Cuba
A igreja matriz de São Vicente data do século XVI. Possui um tesouro, inaugurado em 2003, que faz parte da Rede de Museus da Diocese de Beja e resulta da parceria estabelecida entre o Departamento do Património Histórico e Artístico da Diocese de Beja e a Paróquia de São Vicente. O seu acervo permanente é constituído por pinturas, esculturas e exemplares de artes decorativas.